# Copa Seamen's Institute

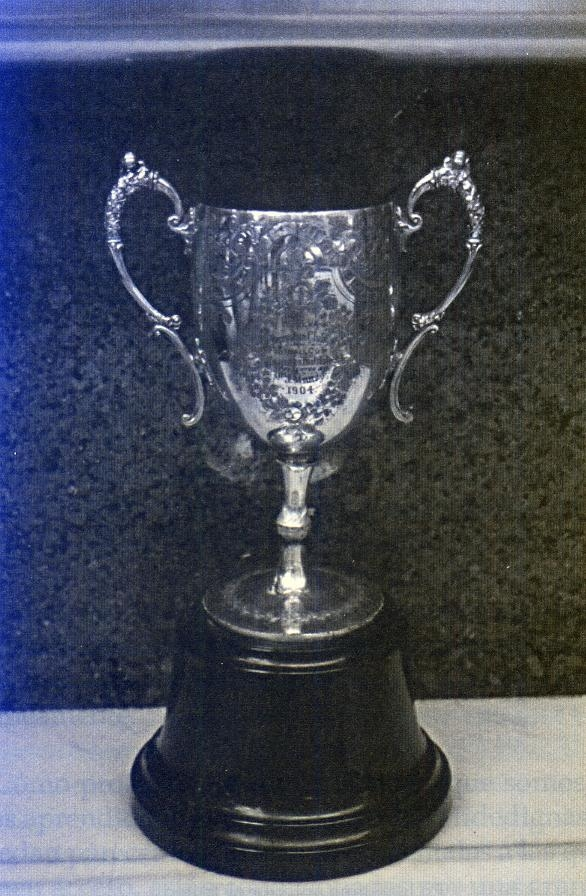
Copa Seamans Institute.

La Copa Seamen's Institute es el trofeo futbolístico más antiguo que guarda el Recreativo de Huelva. 
Este torneo se disputó por vez primera en la ciudad de Huelva en el año 1904 y fue obtenido por el club en 1915. Fue organizado por el Recreativo, donando su vicepresidente, José Muñoz Pérez, el trofeo. 
El torneo se organizaba para enfrentar a los socios del Recreativo con los socios del Seamen's Institute, de ahí que al trofeo se le conozca por este nombre. El Seamen's Institute era una institución de origen británico que se encargaba de organizar actividades para los marineros de esa nacionalidad que recalaban en el puerto de Huelva. De entre esas actividades destacaban los partidos de fútbol, el primero de los cuales se jugó el día 2 de enero de 1904, en donde cayó derrotado el Recreativo. Este último de los encuentros de los que se tienen noticias, aconteció el 7 de marzo de 1915, ganando el Recreativo por 4-0. El trofeo tiene: 46 cm de altura, 13 cm de diámetro de boca y otros 13 cm; la peana tiene 16 cm de altura, y de diámetro, 23 cm . El trofeo fue presentado por J. Muñoz en 1904.
- Datos: Q5787446